# Hausbrandt (Espresso)

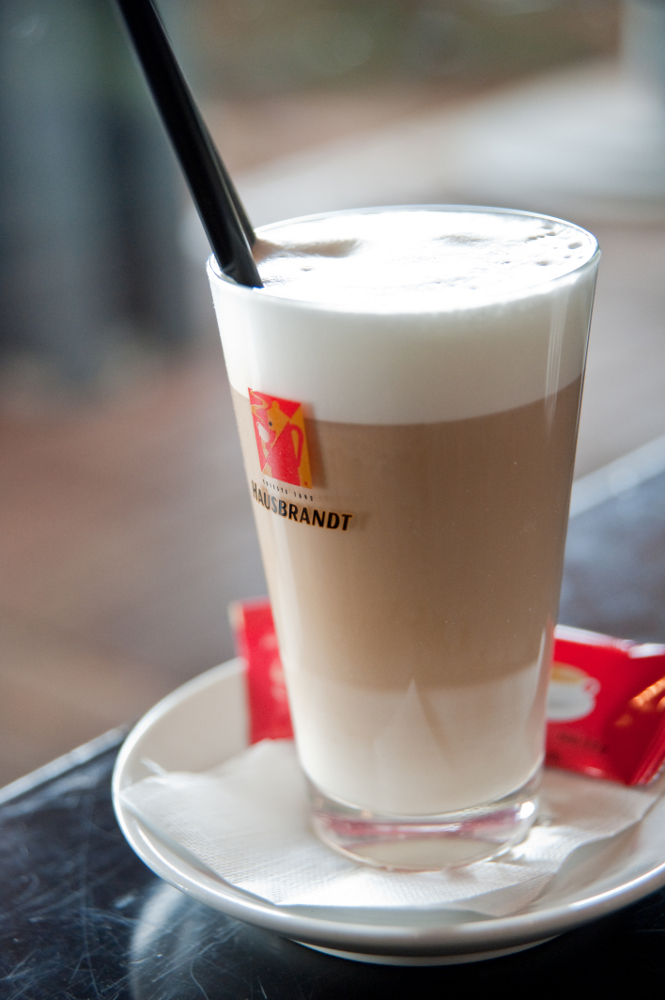
Ein Hausbrandt Latte macchiato

Hausbrandt Trieste 1892 S.p.A. ist eine italienische Kaffeerösterei und -handelsfirma mit Sitz in Nervesa della Battaglia in der Provinz Treviso.
Eingetragen in das Handelsregister von Triest wurde das Unternehmen H. Hausbrandt am 15. November 1892 von Hermann Hausbrandt, einem aus Graz stammenden ehemaligen Kommandanten der Österreichischen Handelsmarine, in Triest gegründet. Hausbrandt wurde damals zum ersten Unternehmen, das den gerösteten Kaffee in versiegelten Metallbehältern verpackte und so auf den Markt brachte. 1907 war die Firma bereits zur Kaffee-Großrösterei und Teehandelsfirma aufgestiegen.
Heute gehört das Unternehmen dem Kaffee-Unternehmer Martino Zanetti.